# Десант на Лункулансаарі та Мантінсаарі
Десант на Лункулансаарі та Мантінсаарі відбувалися з 24 по 27 липня 1941, здійснювалися силами радянської Ладозької військової флотилії в Карелії.

## Передуючі події
В середині липня 1941 року війська фінської Карельської армії (командував генерал піхоти Ерік Хейнрікс) прорвала фронт радянської 7-ї армії на відтинку північно-східніше Ладозького озера та рухалися східним узбережжям напрямом на південь. В тому часі вони перетинають шляхи сполучення 7-ї армії з 23-ю армією, котра обороняла Карельський перешийок. До 15 липня після важких боїв фінам вдалося розчленувати частини 71-ї стрілецької дивізії, займають станцію Лоймола, притисненими до Ладозького озера опинилася 168-ма стрілецька дивізія та частини 71-ї. Підрозділи 7-ї армії змогли стримати наступ фінів на Суоярві та Колатсельгу, однак дорога Піткяранта — Олонець лишилася відкритою.
16 липня фінська 5-та піхотна дивізія займає Піткяранту — 1-ша єгерська бригада полковника Лагуса, на цьому відтинку їм спротив чинили розрізнені радянські частини, наперед підготованої оборони не було. 19 липня Ладозька флотилія, котрою командував контр-адмірал Павло Трайнін, отримує наказ командуючого північно-західним напрямом Климента Ворошилова задля створення загрози флангу та тилу наступаючих фінів висадити десант поза фінськими силами. З півдня на Піткяранту від Олонця мала наступати терміново створювана Південна оперативна група 7-ї армії, що мала завдання з'єднатися із десантом, проте надзвичайно мала кількість військових у складі групи на той час ставила під великий сумнів можливість успіху цієї операції.
Власне, радянське командування практично не мало уяви про чисельність фінських військ в планованому місці десанту; фінські частини там були досить чисельними — загалом 6 полків зі складу 1-ї та 5-ї піхотних дивізій, 1-ша єгерська бригада, 2 дивізіони важкої артилерії та окремий батальйон бронеавтомобілів — 26 липня прибув до Вяртсіля. Ці частини не були зосередженими в одному місці, однак їхня висока мобільність та наявність в районі висадки мережі доріг надавали можливість фінському керівництву здійснювати швидке перекидання сил на загрожувані ділянки.
Радянські десантні частини мали заданням вибити фінські підрозділи з островів Лункулансаарі та Мантінсаарі, створити опорні бази та, спираючись на них, створювати загрозу тилу та флангу противника на узбережжі. В другій частині операції передбачалося десантування радянських військ з островів на зайняте фінами узбережжя Ладозького озера.
У десантній операції брали участь 3 канонерські човни, 2 артилерійські катери, 2 катери «малий мисливець», 1 сторожовий корабель, 1 тральник. Перевезення десанту до визначеного місця відбувалося на 8 невеликих транспортах. Повітряну підтримку створював загін авіації Балтійського флоту — 17 літаків, з них 6 СБ, 6 І-15 біс, 5 МБР-2.
Загальне керівництво операцією здійснював командувач флотилії Павло Трайнін, вихідною точкою загону десантів був Шліссельбург, у ході проведення операції створена додаткова база на острові Валаам. Для висадження була підготована щойно сформована 4-та окрема морська стрілецька бригада (командиром бригади призначено генерала берегової служби Бориса Ненашева, полковим комісаром був І. П. Вайдло) — 4 стрілецькі батальйони, артилерійський дивізіон з 14 гармат та мінометна батарея з 9 мінометів. Штатна чисельність бригади складала 3954 чоловіки, насправді було менше, оскільки на час початку операції формування ще не було закінчено, підрозділи не мали досвіду співпраці, бійці не знали командирів та навпаки, командирський склад сформований з офіцерів запасу, гостро стояла проблема нестачі озброєння та набоїв, вже в часі самих боїв частина зброї, поспіхом видана зі складів, вийшла з ладу — близько 100 гвинтівок та 5 кулеметів.
У перших хвилях десанту на кожний острів мали йти по загону спеціального призначення, що були посиленими батальйонами бригади, на підготовку до операції виділялося 3 доби.

## Бій за Лункулансаарі
На світанку 24 липня загін висадження підходить до острова Лункулансаарі, де й був помічений фінською авіацією; через довгочасний перехід кораблі розтяглися. Висадження почалося замість 3-ї ранку о 10-й, тобто фактор несподіванки було втрачено, на острові висадився 1-й посилений батальйон чисельністю 720 чоловік, котрим керував капітан П. М. Юдін, комісар — старший політрук Гусєв. Артилерія та міномети в складу десанту були відсутніми, командир десанту при висадці був поранений, його місце заступив начальник штабу флотилії каперанг Віктор Боголєпов.
Бій відразу приймає запеклий характер — отримавши донесення про підхід радянських кораблів, фіни зуміли визначити його напрям та з наказу майора Сандстрьома (начальник штабу 1-ї єгерської бригади) перекинули на Лункулансаарі частини з 2-го єгерського батальйону, командир 6-го армійського корпусу генерал Пааво Талвела — корпусні частини важкої артилерії з-під Піткяранти та Корінойя до Салмі, а на сам острів — 8-й піхотний полк полковника Піетарі Аутті з 5-ї піхотної дивізії полковника Л. Карху. на узбережжі навпроти острова виставили кілька артилерійських батарей. На острів в самому розпалі бою через вузьку протоку перекидається 8-й піхотний полк 5-ї фінської дивізії, переправу вогнем прикривала з берега фінська група трофейних радянських танкеток Т-37 й Т-38, згодом частина танкеток була перекинута на острів для боротьби з десантом. У десантників не було протитанкових засобів — в тому числі протитанкових гранат, після появи плавучих танкеток перебіг бою став для червоноармійців вкрай несприятливим.
В часі бою з'ясувалася слабкість радянської артилерійської підтримки — на кораблях було лише 6 гармат 100-мм калібру, снаряди ж 45-мм калібру в умовах пересіченої лісистої місцевості противнику робили мало шкоди. В тому ж часі фінська артилерія потопила 1 «малий мисливець» та пошкодила канонерський човен «Олекма», радянські кораблі відходять від острова — за межі досяжності 45-мм гармат, однак на кораблі вдалося забрати у часі бою 200 поранених.
Кінцівка бою була наперед вирішена у випадку ізольованого десанту на острові без дієвої авіаційної та артилерійської підтримки з переважаючими силами противника. До 18-ї години 24 липня фіни придушили радянський опір на південній частині острова, ще через годину — останній організований спротив на північному сході Лункулансаарі, вцілілі дрібні групи усю ніч продовжували збройні зіткнення.
Станом на 25 липня стало зрозуміло, що операція цілком провалилася, приймається рішення евакуювати десант. Вранці під прикриттям димової завіси з берега острова загону катерів вдається забрати з берега та підібрати у воді кілька груп десантників загальним числом 109 чоловік, з них 50 було поранених; до 14-ї години бої на Лункулансаарі припинилися, втрати десанту склали понад 500 чоловік; того ж дня фінська артилерія потопила радянський артилерійський катер.

## Бої десанту на Мантінсаарі
Не врахувавши розгромного досвіду попереднього десанту, радянське керівництво — курував контр-адмірал Федір Челпанов — продовжило діяти по наперед складеному плану та вранці 26 липня розпочинається вже явно безглузда висадка десанту на острів Мантінсаарі — вирушили від острова Коневець. Десантний загін складався із 3-х рот 2-го батальйону бригади, командир — підполковник Єлисей Миколайович Петров, воєнком — батальйонний комісар Гуральник Олексій Йолсипович, та 3-х кулеметних взводів; загальна чисельність десанту склала 792 бійців при 6-ти 45-мм гарматах. Висадження розпочалося близько 7-ї ранку, загін висадки нараховував 7 транспортів та 1 корабель. 1-ша та 2-га роти зайняли село Орітселькя та продовжують наступ на Пелтойнен. На острові того часу знаходилися невеликі фінські частини, однак протягом дня керівництво змогло організувати довезення 2-х піхотних рот під керунком капітана Вяяннянена; на той час радянські сили змогли зайняти близько половини острова, проте прибуття фінського підкріплення змінило хід бою.
Хоча чисельність фінських підрозділів була меншою, через непідготованість морських піхотинців до бою в лісистій місцевості противник зумів зупинити просування десанту. Бій на острові тривав 2 доби, до ранку 27 липня фіни змогли витіснити десантників з більшої частини острова, між червоноармійцями виникає певне замішання. Керівництво батальйону віддає наказ покинути острів терміново на саморобних плотах.
Не маючи змоги посилити десантні сили, керівництво флотилії було змушене продовжити евакуацію, яка почалася стихійно — був відсутній зв'язок із десантом — відновився лише по 7-й ранку 27 липня; під обстрілом вдалося забрати з берега та води 588 бійців, з них 40 поранених. При цьому фіни захопили багато полонених та усі 6 гармат; частина десантників намагалася покинути острів самостійно на саморобних плотах, однак це мало кому вдалося — змінився вітер й плоти понесло назад на острів. Кілька невеликих груп десантників не змогли покинути острова та діяли партизанськими методами, в перших числах вересня фіни ліквідували останню таку групу. Загалом на Мантінсаарі загинуло та було полонено близько 450 радянських бійців.

## Післямова
Втрати радянських військ в десантах на два острови склали 725 загиблими та пропалими безвісти, 90 пораненими, було втрачено 52 кулемети, 6 гармат, 1166 одиниць стрілецької зброї, потонули 2 катери. Фінські джерела оцінюють радянські втрати в 950 бійців.
На канонерському човні «Олекма» Ладозької флотилії під час обстрілу загинуло 4 та поранено 11 моряків. Невідомі втрати фінських сил, однак вони з'явно менші за радянські.
По результатах операції справи на багатьох залучених в ній командирів передаються до військового трибуналу, по його присуду «за паніку та втрату керівництвом військами» командир батальйону десанту на острів Мантінсаарі Петров та комісар Гуральник були розстріляні.
У радянських джерелах стверджується, що десанти сповільнили фінський наступ, і Олонець був зайнятий лише 2 вересня, оскільки для ліквідації десантів були перекинуті значні сили противника. Фінська сторона не підтверджує помітного впливу десантів на загальний перебіг бойових дій з огляду на їх швидкоплинність та загальну нестачу фінських сил на цьому напрямі — головні радянсько-фінські бої у липні 1941 року відбувалися в напрямах Виборга та Петрозаводська.
25 липня 1992 року задля вшанування загиблих бійців 4-ї бригади на братських могилах в Салмі установлено пам'ятний камінь, доставлений з місць боїв на Лункулансаарі.